# Lasse Ankjær
Lasse Ankjær (født 30. marts 1983) er en dansk tidligere fodboldspiller, der sluttede sin karriere i 1. divisionsklubben Brabrand IF i sommeren 2014.
Ankjær kommer oprindeligt fra Kalundborg hvor han startede med at spille fodbold i Raklev Gymnastik og Idrætsforening og rykkede senere til Kalundborg GB. Talentet ville mere og han flyttede til Silkeborg hvor han startede på Silkeborg Fodbold College, og samtidig spillede for Silkeborg IFs bedste ynglingehold. Han er stadigvæk bosat i Silkeborg.

## Karriere

### Silkeborg IF
Lasse Ankjærs debut i Silkeborg IFs røde trøje som senior blev i Serie 3. Herfra spillede han sig hele vejen op til klubbens hold i 1. division. I sommerpausen 2003 skrev Ankjær under på sin første professionelle kontrakt nogensinde, da han som 20 årig underskrev en deltidskontrakt med jyderne på 2 år, efter at han i foråret havde været inde omkring førsteholdet. Den sæson havde han stor succes på Danmarksserieholdet hvor han scorede 7 mål. I samme sæson rykkede førsteholdet ned fra Superligaen 2002-03. Her fik han debut den 6. september 2003 da han blev indskiftet i udekampen mod FC Aarhus. Det blev til i alt 2 optrædener i 1. division for Ankjær, inden et træthedsbrud i anklen og efterfølgende operation ødelagde resten af sæsonen.
Da han efter genoptræningen var klar til igen at genoptage kampen om pladserne på Silkeborg IFs hold var det denne gang i Superligaen. De efterfølgende 2½ sæsoner var præget af skader og det blev kun til 11 kampe i Superligaen, hvoraf de alle var som indskifter. 

Både i 2005 og 2006 forlængede Ankjær og Silkeborg IF kontrakten med et løbende år, og den sidste kontrakt var gældende til sommeren 2007. Fra 2005 var kontrakten en fuldtidskontrakt.

### Skive IK
I januar 2007 skiftede Lasse Ankjær græsgange i jagten på mere spilletid. Parterne blev enige om at han skulle udlejes til Skive IK som på det tidspunkt spillede i 2. division som oprykker under ledelse af Søren Frederiksen. Lejeperioden var et halvt år, og i sommeren 2007 var han fri af kontrakten med Silkeborg IF. Det udnyttede Skibonitterne til at skrive en 1-årig permanent kontrakt med den offensive spiller. Klubben var netop rykket op i 1. division. Skive IK havde en svær sæson, men bl.a. et hattrick af Ankjær mod topholdet Herfølge BK var med til at sikre klubben endnu en sæson i den næstbedste række. Han blev i samme sæson kåret som årets spiller i Skive IK.
I sæsonen 2008-09 scorede Lasse Ankjær 7 mål og var ifølge klubbens sportschef Jesper Larsen holdets bedste spiller. Samme sportschef bekræftede den 18. juli 2009 overfor Bold.dk at klubben var i dialog med ligarivalerne fra Viborg FF om et klubskifte, på grund af VFF manglede offensive kræfter efter salget af Rúrik Gíslason. 

### Viborg FF
Den 20. juli 2009 blev det så officielt at Ankjær skiftede til naboklubben Viborg FF. Her tegnede han en 3-årig fuldtidskontrakt med klubben, og opsagde samtidig sit deltidsarbejde hos ALK Byg i Gjern. Ankjær fik ikke forlænget sin kontrakt med klubben da den udløb i sommeren 2012, hvorefter han forlod klubben.

### Hobro IK
Efter opholdet i Viborg FF skiftede Ankjær i sommeren 2012 på en fri transfer til 1. divisionskonkurrenterne fra Hobro IK. Han debuterede for klubben den 28. juli 2012 i en kamp mod AB, hvor han med kampens eneste scoring blev matchvinder for sin nye klub. Efter et halvt år stoppede Ankjær i Hobro IK, da han ikke fik forlænget sin kontrakt.

### Brabrand IF
I januar 2013 indgik Ankjær en halvårig aftale med 2. divisionsklubben Brabrand IF.